# Nathan Freke
Nathan Freke (ur. 8 września 1983 roku w Hillingdon) – brytyjski kierowca wyścigowy.

## Kariera
Freke rozpoczął karierę w międzynarodowych wyścigach samochodowych w 2003 roku od startów w Formule Ford 1600 Walter Hayes Trophy, gdzie został sklasyfikowany na ósmej pozycji w końcowej klasyfikacji kierowców. W późniejszym okresie Brytyjczyk pojawiał się także w stawce Festiwalu Formuły Ford, Brytyjskiego Pucharu Porsche Carrera, Brytyjskiej Formuły Ford, Duńskiej Formuły Ford, 24h Nürburgring, Indy Lights, British GT Championship, Michelin Ginetta G50 Cup, Ginetta GT Supercup oraz GT Cup UK.